# Karel Bláha
Karel Bláha (n. 20 septembrie 1947, Praga, Cehoslovacia – d. 2 mai 2025, Prague 4⁠(d), Prague 4⁠(d), Cehia) a fost un actor și cântăreț ceh. Este cunoscut pentru interpretarea sa din filmele Romance za korunu (1975), Svetáci (1969) și Vítezný lid (1977).